# Korenmolen (Zonhoven)

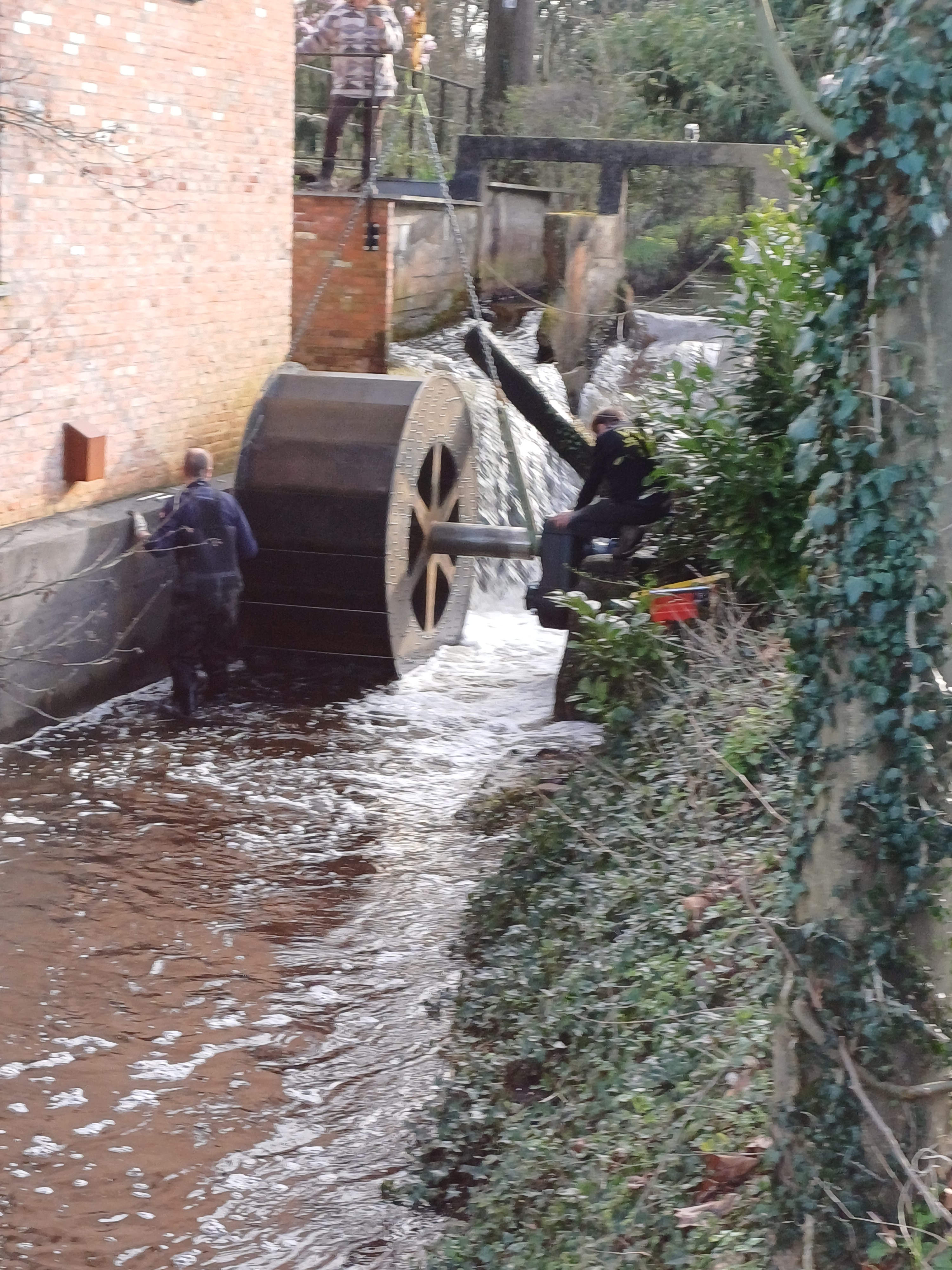
Plaatsing Korenmolen

De Korenmolen is een voormalige watermolen op de Roosterbeek in Termolen, een gehucht van Zonhoven in de Belgische provincie Limburg.
Reeds vóór 1432 was er al sprake van een watermolen op deze plaats. In de 19e eeuw en ook in 1924 werden ingrijpende verbouwingen uitgevoerd. Het molenaarshuis en het molenhuis bleven bewaard en zijn uitgevoerd in vakwerkbouw. Daarnaast is er een dwarsschuur en een stal.
Het molenhuis is tegenwoordig weliswaar ingericht als woonhuis, maar de watertoevoer en het sluiswerk zijn nog intact. Het waterrad van deze voormalige bovenslagmolen werd echter verwijderd.
Op 14 maart 2024 is een nieuw molenwiel geplaatst voor private elektriciteit voorziening door de huidige bewoners. Het betreft hier wederom een" boven-loper" uit  Cortenstaal met oude klinknagel verbindingen. Het wiel heeft een Ø van 2 meter en een breedte van 1 meter en kan tot 4Kw stroom opwekken afhankelijk van het waterdebiet.
Het wiel is in Zonhoven zelf gebouwd door ABRI vzw. Dit is een sociale werkplaats die zich de laatste jaren heeft gespecialiseerd in het bouwen van watermolen wielen.

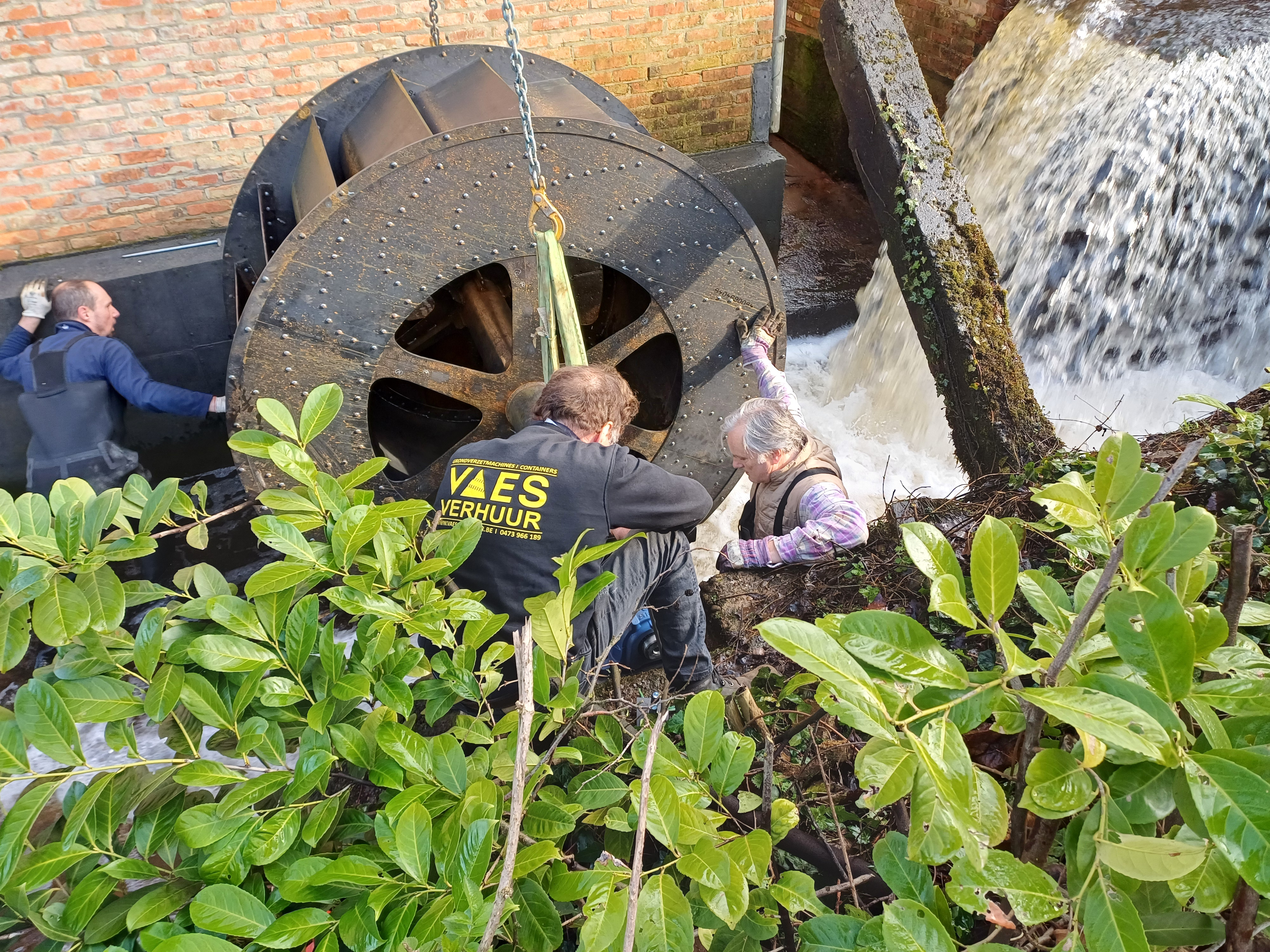

- Inventaris van het Bouwkundig Erfgoed (Vlaanderen): 23224